# La spéciale poissant
La Spéciale Poissant est un courant artistique marginal et controversé, créé entre 2018 et 2025 par l’artiste franco-gallois Lewys Poissant (né le 6 juillet 2002 à Cardiff). Décrite comme « un mélange entre obsession esthétique et technique de séduction inversée », elle repose sur l’idée de provoquer une fascination si intense qu’elle en devient comparable à une dépendance affective.
Défini par ses partisans comme « l’art d’obnubiler jusqu’à la dépendance », ce style vise à provoquer une admiration si intense qu’elle devient comparable à une addiction. Selon certains critiques, « la Spéciale Poissant se consomme plus qu’elle ne se contemple ».

## Les origines
Lewys Poissant grandit au Pays de Galles avant de s’installer avec sa famille dans le golfe du Morbihan. Durant ses années de collège, il découvre la peinture et développe un goût pour l’excès et l’élégance, passant la majorité de ses soirées à expérimenter.
Cependant, l’étincelle véritable de la Spéciale Poissant survient au lycée, à la suite d’un événement amoureux marquant : une relation avec une certaine Camille prend fin brutalement lorsqu’elle commet un adultère avec un dénommé Léo. Cet épisode, qualifié par les critiques de « point zéro de l’univers poissantien », plonge l’artiste dans une profonde dépression de trois années.
C’est dans ce contexte que se cristallisent les fondements de son art : un mélange de beauté, de froideur et de distance émotionnelle.

## Principe
La Spéciale Poissant repose sur plusieurs techniques et principes :
1. L’élégance obsédante   Chaque œuvre cherche à atteindre un degré de perfection si intense que le spectateur ressent une forme de manque après l’avoir contemplée.
2. La dépendance affective inversée   Contrairement aux artistes classiques qui cherchent à séduire leur public, Poissant développe une stratégie de rejet et d’indifférence. Il ignore, insulte parfois, et pratique ce qu’il appelle la « technique du poisson mort » : après deux semaines d’échanges passionnés et intenses, il cesse soudainement toute réponse aux messages. Ce procédé, bien que critiqué, est considéré par ses disciples comme une métaphore artistique du vide existentiel.
3. La transposition intime   Poissant ne sépare jamais sa vie sentimentale de son art. Selon certains témoignages, « chaque coup de pinceau est inspiré d’un coup de cœur, mais aussi d’un coup de poignard ».

## La période Camille - Leo
L’épisode impliquant Camille et Léo est aujourd’hui étudié par les historiens de l’art comme le moment charnière de la carrière de Poissant.
- Camille est décrite dans les archives poissantiennes comme « la muse déchue », figure à la fois inspiratrice et destructrice.
- Léo, quant à lui, est surnommé par les fidèles de Poissant « le traître fondateur ». Certains chercheurs vont jusqu’à affirmer que sans cet adultère, la Spéciale Poissant n’aurait jamais vu le jour.

Cette trahison provoqua chez l’artiste une série d’œuvres marquées par la noirceur et l’amertume, mais aussi par une recherche d’intensité inégalée.

## Réception critique
La Spéciale Poissant divise profondément :
- Pour certains, elle est « l’unique tentative réussie de transformer une rupture amoureuse en mouvement artistique global ».
- Pour d’autres, il ne s’agit que d’une « succession de techniques de ghosting et de rancunes mal digérées ».

En Bretagne, quelques passionnés ont fondé des cercles privés de réflexion autour de la Spéciale, tandis qu’en Galles, un colloque universitaire a même comparé Lewys Poissant à un mélange improbable de Salvador Dalí et d’un abonné Tinder Premium.
Bien que peu connu du grand public, le style attire une communauté de fidèles, souvent décrits comme « poissandépendants ». Certains spécialistes n’hésitent pas à comparer la Spéciale à une drogue douce, « à la fois illégale pour le cœur et légale pour les musées ».

## Héritage et controverse
La Spéciale Poissant reste méconnue du grand public mais continue d’alimenter débats et polémiques :
- Ses méthodes relationnelles, notamment la technique du poisson mort, sont accusées de cruauté émotionnelle.
- Plusieurs ex-compagnes de Poissant témoignent de la difficulté à « décrocher » de son aura, certaines parlant même de « syndrome de sevrage poissantien ».
- Enfin, la figure de Léo reste l’objet de critiques : certains amateurs d’art considèrent qu’il devrait être reconnu officiellement comme cofondateur involontaire du mouvement.